# Basketball Champions League 2024-2025
La Basketball Champions League 2024-2025 è stata la 9ª edizione della principale competizione europea per club di pallacanestro organizzata da FIBA Europe e si è svolta dal 15 settembre 2024 all'11 maggio 2025.
La competizione è stata vinta dal Málaga, per la seconda volta nella sua storia.

## Formato
Partecipano alla stagione regolare 32 squadre, 28 qualificate direttamente e altre quattro provenienti dai turni preliminari disputati da 24 compagini. La partecipazione alla Champions League avviene tramite il piazzamento nei campionati nazionali della precedente stagione secondo il ranking stabilito dalla FIBA, in caso che una squadra che ne abbia diritto rinunci, il suo posto può essere occupato sia da una squadra della stessa nazione che da quella di un altro paese.
Ogni squadra deve schierare un minimo di cinque giocatori di formazione nazionale nel caso porti a referto più di dieci giocatori, in caso contrario almeno quattro.

## Partecipanti
Un totale di 52 squadre provenienti da 29 Paesi partecipano alla competizione.
- 1º, 2º, etc.: Posizione nel campionato nazionale
- BCL: Squadra vincitrice dell'edizione precedente
- FEC: Squadra vincitrice della FIBA Europe Cup 2023-2024
- WC: wild card

| Stagione regolare       | Stagione regolare         | Stagione regolare     | Stagione regolare      |
| ----------------------- | ------------------------- | --------------------- | ---------------------- |
| Peristeri (3º)          | Niners ChemnitzFEC (3º)   | M.I. Ramat Gan (5º)   | VEF Rīga (1º)          |
| Promitheas (5º)         | Würzburg Baskets (4º)     | Hapoel Holon (6º)     | Rytas Vilnius (1º)     |
| Kolossos Rodi (6º)      | RASTA Vechta (6º)         | Pall. Reggiana (5º)   | FMP Belgrado (4º)      |
| AEK Atene (7º)          | Karşıyaka (4º)            | Derthona Basket (8º)  | Falco Szombathely (1º) |
| Murcia (2º)             | Galatasaray (5º)          | W.M. Szczecin (2º)    |                        |
| MálagaBCL (3º)          | Manisa (6º)               | Śląsk Breslavia (3º)  |                        |
| Canarias Tenerife (6º)  | Nanterre 92 (5º)          | Ostenda (1º)          |                        |
| Manresa (8º)            | Saint-Quentin (6º)        | Igokea (1º)           |                        |
| Turno di qualificazione |                           |                       |                        |
| Sabah 1º                | Cholet (7º)               | Trepça (1º)           | Spartak Subotica (2º)  |
| Anversa Giants (2º)     | Kutaisi (1º)              | Juventus Utena (5º)   | Patrioti Levice (1º)   |
| Rilski Sportist (1º)    | Telekom Bonn (7º)         | Heroes Den Bosch (2º) | Andorra (11º)          |
| Keravnos (1º)           | Caledonia Gladiators (5º) | Benfica (1º)          | Norrk. Dolphins (1°)   |
| Kalev/Cramo (1º)        | PAOK Salonicco (8º)       | Nymburk (1º)          | Fribourg Olympic (1º)  |
| Nokia (1º)              | Dinamo Sassari (10º)      | CSM Oradea (2º)       | Socar Petkimspor (7º)  |

## Preliminari

### Sorteggio
Le 24 squadre partecipanti al primo turno di qualificazione sono state divise in due gruppi: i campioni nazionali e le restanti squadre. In ogni gruppo i team sono stati divisi in sei fasce in base al loro punteggio ottenuto nelle precedenti edizioni di Basketball Champions League, mentre per le squadre alla prima apparizione è stato assegnato il punteggio ottenuto nel proprio campionato nazionale. Le squadre nelle urne 1 e 2 entrano direttamente in gioco dal secondo turno. I concentramenti si sono svolti ad Antalya in Turchia, nella Antalya Sports Hall. Le quattro vincitrici delle finali si son qualificate per la stagione regolare e si sono unite alle 28 squadre qualificate direttamente nel tabellone principale. Le sconfitte, a loro discrezione, hanno avuto accesso alla FIBA Europe Cup 2024-2025.

### Percorso Campioni
| Team    | P.ti |
| ------- | ---- |
| Benfica | 25   |
| Nymburk | 22   |

| Team             | P.ti |
| ---------------- | ---- |
| Kalev/Cramo      | 12   |
| Fribourg Olympic | 7    |

| Team            | P.ti |
| --------------- | ---- |
| Patrioti Levice | 5    |
| Norrk. Dolphins | 5    |

| Team     | P.ti  |
| -------- | ----- |
| Keravnos | 2     |
| Nokia    | 4.00† |

| Team            | P.ti  |
| --------------- | ----- |
| Trepça          | 2.00† |
| Rilski Sportist | 1.00† |

| Team    | P.ti  |
| ------- | ----- |
| Kutaisi | 2.00† |
| Sabah   | 0.00† |

### Percorso Piazzate
| Team           | P.ti |
| -------------- | ---- |
| Telekom Bonn   | 80   |
| PAOK Salonicco | 43   |

| Team           | P.ti |
| -------------- | ---- |
| Dinamo Sassari | 33   |
| Cholet         | 11   |

| Team             | P.ti |
| ---------------- | ---- |
| Heroes Den Bosch | 4    |
| Juventus Utena   | 2    |

| Team           | P.ti |
| -------------- | ---- |
| CSM Oradea     | 1    |
| Anversa Giants | 1    |

| Team                 | P.ti    |
| -------------------- | ------- |
| Caledonia Gladiators | 0       |
| Andorra              | 103.40† |

| Team             | P.ti   |
| ---------------- | ------ |
| Socar Petkimspor | 65.20† |
| Spartak Subotica | 5.00†  |

Note
- †: indica i club senza punteggio internazionale, per questo viene assegnato quello del campionato nazionale

### Risultati

#### Gruppo A
|  | Primo turno     | Primo turno      | Primo turno      |                  |         | Secondo turno | Secondo turno | Secondo turno |  |  | Terzo turno | Terzo turno | Terzo turno |  |
|  |                 |                  |                  |                  |         |               |               |               |  |  |             |             |             |  |
|  |                 |                  |                  |                  |         | Benfica       | Benfica       | 89            |  |  |             |             |             |  |
|  |                 |                  |                  |                  |         | Benfica       | Benfica       | 89            |  |  |             |             |             |  |
|  |                 |                  | Rilski Sportist  | Rilski Sportist  | 88      |               |               |               |  |  |             |             |             |  |
|  | Rilski Sportist | Rilski Sportist  | Rilski Sportist  | Rilski Sportist  | 88      | 71            |               |               |  |  |             |             |             |  |
|  | Rilski Sportist | Rilski Sportist  |                  |                  |         |               |               |               |  |  |             |             |             |  |
|  | Nokia           | Nokia            | 64               |                  |         |               |               |               |  |  |             |             |             |  |
|  | Nokia           | Nokia            | 64               |                  | Benfica | Benfica       | 91            |               |  |  |             |             |             |  |
|  |                 |                  |                  |                  |         |               |               |               |  |  |             |             |             |  |
|  |                 |                  | Fribourg Olympic | Fribourg Olympic | 85      |               |               |               |  |  |             |             |             |  |
|  |                 |                  |                  | Fribourg Olympic | 85      |               |               |               |  |  |             |             |             |  |
|  |                 |                  |                  |                  |         |               |               |               |  |  |             |             |             |  |
|  |                 |                  |                  |                  |         |               |               |               |  |  |             |             |             |  |
|  |                 | Fribourg Olympic | Fribourg Olympic | 80               |         |               |               |               |  |  |             |             |             |  |
|  |                 |                  |                  | 80               |         |               |               |               |  |  |             |             |             |  |
|  |                 |                  | Norrk. Dolphins  | Norrk. Dolphins  | 79      |               |               |               |  |  |             |             |             |  |
|  | Sabah           | Sabah            | Norrk. Dolphins  | Norrk. Dolphins  | 79      | 71            |               |               |  |  |             |             |             |  |
|  | Sabah           | Sabah            |                  |                  |         |               |               |               |  |  |             |             |             |  |
|  | Norrk. Dolphins | Norrk. Dolphins  | 75               |                  |         |               |               |               |  |  |             |             |             |  |

#### Gruppo B
|  | Primo turno     | Primo turno     | Primo turno     |                 |         | Secondo turno | Secondo turno | Secondo turno |  |  | Terzo turno | Terzo turno | Terzo turno |  |
|  |                 |                 |                 |                 |         |               |               |               |  |  |             |             |             |  |
|  |                 |                 |                 |                 |         | Nymburk       | Nymburk       | 84            |  |  |             |             |             |  |
|  |                 |                 |                 |                 |         | Nymburk       | Nymburk       | 84            |  |  |             |             |             |  |
|  |                 |                 | Trepça          | Trepça          | 77      |               |               |               |  |  |             |             |             |  |
|  | Trepça          | Trepça          | Trepça          | Trepça          | 77      | 82            |               |               |  |  |             |             |             |  |
|  | Trepça          | Trepça          |                 |                 |         |               |               |               |  |  |             |             |             |  |
|  | Keravnos        | Keravnos        | 79              |                 |         |               |               |               |  |  |             |             |             |  |
|  | Keravnos        | Keravnos        | 79              |                 | Nymburk | Nymburk       | 80            |               |  |  |             |             |             |  |
|  |                 |                 |                 |                 |         |               |               |               |  |  |             |             |             |  |
|  |                 |                 | Kalev/Cramo     | Kalev/Cramo     | 66      |               |               |               |  |  |             |             |             |  |
|  |                 |                 |                 | Kalev/Cramo     | 66      |               |               |               |  |  |             |             |             |  |
|  |                 |                 |                 |                 |         |               |               |               |  |  |             |             |             |  |
|  |                 |                 |                 |                 |         |               |               |               |  |  |             |             |             |  |
|  |                 | Kalev/Cramo     | Kalev/Cramo     | 84              |         |               |               |               |  |  |             |             |             |  |
|  |                 |                 |                 | 84              |         |               |               |               |  |  |             |             |             |  |
|  |                 |                 | Patrioti Levice | Patrioti Levice | 76      |               |               |               |  |  |             |             |             |  |
|  | Kutaisi         | Kutaisi         | Patrioti Levice | Patrioti Levice | 76      | 87            |               |               |  |  |             |             |             |  |
|  | Kutaisi         | Kutaisi         |                 |                 |         |               |               |               |  |  |             |             |             |  |
|  | Patrioti Levice | Patrioti Levice | 111             |                 |         |               |               |               |  |  |             |             |             |  |

#### Gruppo C
|  | Primo turno          | Primo turno          | Primo turno      |                  |                | Secondo turno  | Secondo turno  | Secondo turno |  |  | Terzo turno | Terzo turno | Terzo turno |  |
|  |                      |                      |                  |                  |                |                |                |               |  |  |             |             |             |  |
|  |                      |                      |                  |                  |                | PAOK Salonicco | PAOK Salonicco | 81            |  |  |             |             |             |  |
|  |                      |                      |                  |                  |                | PAOK Salonicco | PAOK Salonicco | 81            |  |  |             |             |             |  |
|  |                      |                      | CSM Oradea       | CSM Oradea       | 80             |                |                |               |  |  |             |             |             |  |
|  | Caledonia Gladiators | Caledonia Gladiators | CSM Oradea       | CSM Oradea       | 80             | 59             |                |               |  |  |             |             |             |  |
|  | Caledonia Gladiators | Caledonia Gladiators |                  |                  |                |                |                |               |  |  |             |             |             |  |
|  | CSM Oradea           | CSM Oradea           | 90               |                  |                |                |                |               |  |  |             |             |             |  |
|  | CSM Oradea           | CSM Oradea           | 90               |                  | PAOK Salonicco | PAOK Salonicco | 69             |               |  |  |             |             |             |  |
|  |                      |                      |                  |                  |                |                |                |               |  |  |             |             |             |  |
|  |                      |                      | Socar Petkimspor | Socar Petkimspor | 79             |                |                |               |  |  |             |             |             |  |
|  |                      |                      |                  | Socar Petkimspor | 79             |                |                |               |  |  |             |             |             |  |
|  |                      |                      |                  |                  |                |                |                |               |  |  |             |             |             |  |
|  |                      |                      |                  |                  |                |                |                |               |  |  |             |             |             |  |
|  |                      | Cholet               | Cholet           | 70               |                |                |                |               |  |  |             |             |             |  |
|  |                      |                      |                  | 70               |                |                |                |               |  |  |             |             |             |  |
|  |                      |                      | Socar Petkimspor | Socar Petkimspor | 76             |                |                |               |  |  |             |             |             |  |
|  | Socar Petkimspor     | Socar Petkimspor     | Socar Petkimspor | Socar Petkimspor | 76             | 92             |                |               |  |  |             |             |             |  |
|  | Socar Petkimspor     | Socar Petkimspor     |                  |                  |                |                |                |               |  |  |             |             |             |  |
|  | Heroes Den Bosch     | Heroes Den Bosch     | 72               |                  |                |                |                |               |  |  |             |             |             |  |

#### Gruppo D
|  | Primo turno      | Primo turno      | Primo turno    |                |              | Secondo turno | Secondo turno | Secondo turno |  |  | Terzo turno | Terzo turno | Terzo turno |  |
|  |                  |                  |                |                |              |               |               |               |  |  |             |             |             |  |
|  |                  |                  |                |                |              | Telekom Bonn  | Telekom Bonn  | 99            |  |  |             |             |             |  |
|  |                  |                  |                |                |              | Telekom Bonn  | Telekom Bonn  | 99            |  |  |             |             |             |  |
|  |                  |                  | Andorra        | Andorra        | 91           |               |               |               |  |  |             |             |             |  |
|  | Andorra          | Andorra          | Andorra        | Andorra        | 91           | 91            |               |               |  |  |             |             |             |  |
|  | Andorra          | Andorra          |                |                |              |               |               |               |  |  |             |             |             |  |
|  | Anversa Giants   | Anversa Giants   | 73             |                |              |               |               |               |  |  |             |             |             |  |
|  | Anversa Giants   | Anversa Giants   | 73             |                | Telekom Bonn | Telekom Bonn  | 78            |               |  |  |             |             |             |  |
|  |                  |                  |                |                |              |               |               |               |  |  |             |             |             |  |
|  |                  |                  | Dinamo Sassari | Dinamo Sassari | 71           |               |               |               |  |  |             |             |             |  |
|  |                  |                  |                | Dinamo Sassari | 71           |               |               |               |  |  |             |             |             |  |
|  |                  |                  |                |                |              |               |               |               |  |  |             |             |             |  |
|  |                  |                  |                |                |              |               |               |               |  |  |             |             |             |  |
|  |                  | Dinamo Sassari   | Dinamo Sassari | 77             |              |               |               |               |  |  |             |             |             |  |
|  |                  |                  |                | 77             |              |               |               |               |  |  |             |             |             |  |
|  |                  |                  | Juventus Utena | Juventus Utena | 73           |               |               |               |  |  |             |             |             |  |
|  | Spartak Subotica | Spartak Subotica | Juventus Utena | Juventus Utena | 73           | 84            |               |               |  |  |             |             |             |  |
|  | Spartak Subotica | Spartak Subotica |                |                |              |               |               |               |  |  |             |             |             |  |
|  | Juventus Utena   | Juventus Utena   | 87             |                |              |               |               |               |  |  |             |             |             |  |

## Fase a gironi
Un totale di 32 squadre giocano la fase a gironi: 28 squadre con accesso diretto ad essa e le quattro vincitrici dei turni di qualificazione.
Le 32 squadre sono divise in otto gruppi da quattro, con la restrizione che le squadre dello stesso paese non possono finire nello stesso girone. In ciascun gruppo, le squadre si sfidano con match di andata e ritorno in un girone all'italiana. Le migliori squadre di ogni gruppo accedono alla Top 16, mentre le seconde e terze classifiche prendono parte ai play-ins.

### Sorteggio
| Team              | P.ti |
| ----------------- | ---- |
| Canarias Tenerife | 144  |
| Málaga            | 138  |
| Hapoel Holon      | 92   |
| Manresa           | 88   |
| Galatasaray       | 76   |
| Rytas Vilnius     | 69   |
| Murcia            | 68   |
| AEK Atene         | 65   |

| Team              | P.ti |
| ----------------- | ---- |
| Peristeri         | 55   |
| Ostenda           | 55   |
| Karşıyaka         | 52   |
| Falco Szombathely | 49   |
| Igokea            | 37   |
| VEF Rīga          | 31   |
| Promitheas        | 30   |
| Derthona Basket   | 21   |

| Team            | P.ti   |
| --------------- | ------ |
| RASTA Vechta    | 17     |
| W.M. Szczecin   | 11     |
| Pall. Reggiana  | 11     |
| Niners Chemnitz | 4      |
| M.I. Ramat Gan  | 71.67† |
| Nanterre 92     | 70.16† |
| Saint-Quentin   | 70.16† |
| Manisa          | 63.60† |

| Team                            | P.ti   |
| ------------------------------- | ------ |
| Kolossos Rodi                   | 60.75† |
| Würzburg Baskets                | 60.50† |
| Śląsk Breslavia                 | 22.50† |
| FMP Belgrado                    | 5.00†  |
| Benfica (Vincitore QR)          |        |
| Nymburk (Vincitore QR)          |        |
| Socar Petkimspor (Vincitore QR) |        |
| Telekom Bonn (Vincitore QR)     |        |

Note
- †: indica i club senza punteggio internazionale, per questo viene assegnato quello del campionato nazionale

### Risultati e classifiche

#### Gruppo A
| Pos | Squadra          | G | V | P | PF  | PS  | DP  | Pt | Qualificazione          |  | WÜE   | NAN   | HOL   | IGO   |
| --- | ---------------- | - | - | - | --- | --- | --- | -- | ----------------------- |  | ----- | ----- | ----- | ----- |
| 1   | Würzburg Baskets | 6 | 4 | 2 | 513 | 489 | +24 | 10 | Qualificate alla Top 16 |  | —     | 88–96 | 85–76 | 98–80 |
| 2   | Nanterre 92      | 6 | 3 | 3 | 500 | 492 | +8  | 9  | Qualificate ai play-in  |  | 83–88 | —     | 87–77 | 78–83 |
| 3   | Hapoel Holon     | 6 | 3 | 3 | 472 | 478 | −6  | 9  | Qualificate ai play-in  |  | 71–69 | 70–76 | —     | 92–82 |
| 4   | Igokea           | 6 | 2 | 4 | 493 | 519 | −26 | 8  |                         |  | 83–85 | 86–80 | 79–86 | —     |

#### Gruppo B
| Pos | Squadra                | G | V | P | PF  | PS  | DP   | Pt | Qualificazione          |  | UNI    | PTKM   | OOST  | KING  |
| --- | ---------------------- | - | - | - | --- | --- | ---- | -- | ----------------------- |  | ------ | ------ | ----- | ----- |
| 1   | Unicaja Málaga         | 6 | 6 | 0 | 584 | 432 | +152 | 12 | Qualificate alla Top 16 |  | —      | 112–82 | 98–82 | 83–60 |
| 2   | Petkim Spor Kulübü     | 6 | 4 | 2 | 475 | 503 | −28  | 10 | Qualificate ai play-in  |  | 56–108 | —      | 77–74 | 67–55 |
| 3   | Basket Club Oostende   | 6 | 2 | 4 | 468 | 480 | −12  | 8  | Qualificate ai play-in  |  | 85–92  | 76–85  | —     | 67–55 |
| 4   | Wilki Morskie Szczecin | 6 | 0 | 6 | 388 | 500 | −112 | 6  |                         |  | 67–91  | 70–85  | 73–84 | —     |

#### Gruppo C
| Pos | Squadra                   | G | V | P | PF  | PS  | DP   | Pt | Qualificazione          |  | TEN   | KAR   | SQBB  | KOL   |
| --- | ------------------------- | - | - | - | --- | --- | ---- | -- | ----------------------- |  | ----- | ----- | ----- | ----- |
| 1   | Club Baloncesto Canarias  | 6 | 6 | 0 | 502 | 396 | +106 | 12 | Qualificate alla Top 16 |  | —     | 85–82 | 96–57 | 92–73 |
| 2   | Karşıyaka S.K.            | 6 | 4 | 2 | 501 | 451 | +50  | 10 | Qualificate ai play-in  |  | 76–87 | —     | 84–74 | 95–79 |
| 3   | Saint-Quentin Basket-Ball | 6 | 2 | 4 | 429 | 473 | −44  | 8  | Qualificate ai play-in  |  | 61–71 | 67–93 | —     | 84–54 |
| 4   | Kolossos Rodi             | 6 | 0 | 6 | 387 | 499 | −112 | 6  |                         |  | 47–71 | 59–71 | 75–86 | —     |

#### Gruppo D
| Pos | Squadra                  | G | V | P | PF  | PS  | DP  | Pt | Qualificazione          |  | NYM   | GAL   | PRO   | VEC    |
| --- | ------------------------ | - | - | - | --- | --- | --- | -- | ----------------------- |  | ----- | ----- | ----- | ------ |
| 1   | ČEZ Basketball Nymburk   | 6 | 5 | 1 | 516 | 452 | +64 | 11 | Qualificate alla Top 16 |  | —     | 80–70 | 75–85 | 93–74  |
| 2   | Galatasaray S.K.         | 6 | 4 | 2 | 492 | 471 | +21 | 10 | Qualificate ai play-in  |  | 75–87 | —     | 91–74 | 103–91 |
| 3   | Promitheas Patrasso B.C. | 6 | 2 | 4 | 478 | 503 | −25 | 8  | Qualificate ai play-in  |  | 78–86 | 75–79 | —     | 78–86  |
| 4   | S.C. RASTA Vechta        | 6 | 1 | 5 | 471 | 531 | −60 | 7  |                         |  | 70–95 | 64–74 | 86–88 | —      |

#### Gruppo E
| Pos | Squadra        | G | V | P | PF  | PS  | DP  | Pt | Qualificazione          |  | AEK   | BON   | MAC   | VEF   |
| --- | -------------- | - | - | - | --- | --- | --- | -- | ----------------------- |  | ----- | ----- | ----- | ----- |
| 1   | AEK Atene      | 6 | 4 | 2 | 494 | 463 | +31 | 10 | Qualificate alla Top 16 |  | —     | 85–82 | 80–71 | 80–70 |
| 2   | Telekom Bonn   | 6 | 4 | 2 | 474 | 485 | −11 | 10 | Qualificate ai play-in  |  | 93–74 | —     | 80–76 | 78–75 |
| 3   | M.I. Ramat Gan | 6 | 3 | 3 | 492 | 494 | −2  | 9  | Qualificate ai play-in  |  | 95–84 | 78–86 | —     | 78–71 |
| 4   | VEF Rīga       | 6 | 1 | 5 | 464 | 482 | −18 | 7  |                         |  | 69–80 | 86–72 | 93–94 | —     |

#### Gruppo F
| Pos | Squadra           | G | V | P | PF  | PS  | DP  | Pt | Qualificazione          |  | VLN   | FAL    | REG   | WKS   |
| --- | ----------------- | - | - | - | --- | --- | --- | -- | ----------------------- |  | ----- | ------ | ----- | ----- |
| 1   | Rytas Vilnius     | 6 | 5 | 1 | 542 | 479 | +63 | 11 | Qualificate alla Top 16 |  | —     | 103–83 | 94–84 | 98–75 |
| 2   | Falco Szombathely | 6 | 3 | 3 | 472 | 484 | −12 | 9  | Qualificate ai play-in  |  | 72–82 | —      | 78–71 | 67–74 |
| 3   | Pall. Reggiana    | 6 | 3 | 3 | 458 | 462 | −4  | 9  | Qualificate ai play-in  |  | 77–67 | 79–88  | —     | 74–70 |
| 4   | Śląsk Breslavia   | 6 | 1 | 5 | 447 | 494 | −47 | 7  |                         |  | 88–98 | 75–84  | 65–73 | —     |

#### Gruppo G
| Pos | Squadra         | G | V | P | PF  | PS  | DP  | Pt | Qualificazione          |  | BAX    | BDT    | CHE    | SLB    |
| --- | --------------- | - | - | - | --- | --- | --- | -- | ----------------------- |  | ------ | ------ | ------ | ------ |
| 1   | Manresa         | 6 | 5 | 1 | 562 | 465 | +97 | 11 | Qualificate alla Top 16 |  | —      | 100–82 | 105–59 | 92–64  |
| 2   | Derthona Basket | 6 | 5 | 1 | 497 | 456 | +41 | 11 | Qualificate ai play-in  |  | 102–85 | —      | 87–81  | 77–71  |
| 3   | Niners Chemnitz | 6 | 1 | 5 | 450 | 512 | −62 | 7  | Qualificate ai play-in  |  | 78–89  | 61–77  | —      | 103–75 |
| 4   | Benfica         | 6 | 1 | 5 | 427 | 503 | −76 | 7  |                         |  | 80–91  | 58–72  | 79–68  | —      |

#### Gruppo H
| Pos | Squadra      | G | V | P | PF  | PS  | DP  | Pt | Qualificazione          |  | UCAM  | MNSB   | PERI  | FMP    |
| --- | ------------ | - | - | - | --- | --- | --- | -- | ----------------------- |  | ----- | ------ | ----- | ------ |
| 1   | Murcia       | 6 | 5 | 1 | 508 | 455 | +53 | 11 | Qualificate alla Top 16 |  | —     | 97–103 | 83–76 | 86–50  |
| 2   | Manisa       | 6 | 4 | 2 | 536 | 523 | +13 | 10 | Qualificate ai play-in  |  | 72–78 | —      | 79–77 | 103–84 |
| 3   | Peristeri    | 6 | 2 | 4 | 449 | 457 | −8  | 8  | Qualificate ai play-in  |  | 76–81 | 90–78  | —     | 72–66  |
| 4   | FMP Belgrado | 6 | 1 | 5 | 445 | 503 | −58 | 7  |                         |  | 78–83 | 97–101 | 70–58 | —      |

## Play-in
I play-in si svolgono dal 7 al 22 gennaio 2025. Partecipano ai Play-in i club che si sono classificati al secondo e al terzo posto nei rispettivi gruppi della fase a gironi della Basketball Champions League. I vincitori si qualificano per la Top 16. L'andata si è giocata il 7-8 gennaio, il ritorno il 14-15 gennaio. L'eventuale terza gara si è giocata il 21-22 gennaio.
| Squadra 1               | Totale | Squadra 2                      | Gara 1 | Gara 2 | Gara 3  |
| ----------------------- | ------ | ------------------------------ | ------ | ------ | ------- |
| (A2) Nanterre 92        | 2-1    | Basket Club Oostende (B3)      | 78-88  | 76-67  | 76-71   |
| (B2) Petkim Spor Kulübü | 2-1    | Hapoel Holon (A3)              | 82-81  | 62-65  | 93–85   |
| (C2) Karşıyaka S.K.     | 0-2    | Promitheas Patrasso B.C. (D3)  | 77-81  | 68–84  | -       |
| (D2) Galatasaray S.K.   | 2-1    | Saint-Quentin Basket-Ball (C3) | 84-63  | 79-90  | 75—73   |
| (E2) Telekom Bonn       | 0-2    | Pall. Reggiana (F3)            | 91–94  | 70–73  | -       |
| (F2) Falco Szombathely  | 2-1    | M.I. Ramat Gan(E3)             | 88-81  | 69–76  | 106—100 |
| (G2) Derthona Basket    | 2-0    | Peristeri (H3)                 | 69-59  | 73–65  | -       |
| (H2) Manisa             | 2-0    | Niners Chemnitz (G3)           | 87–86  | 87–84  | –       |

## Top 16
Le Top 16 si svolgeranno dal 28 gennaio al 26 marzo 2025 e comprende le otto vincitrici dei gironi della stagione regolare e le otto vincitrici dei play-in. Le 16 squadre sono divise in 4 gironi da 4. Le prime due di ogni girone si qualificano per i quarti di finale.

### Gruppo I
| Pos | Squadra                  | G | V | P | PF  | PS  | DP  | Pt | Qualificazione                  |       | AEK   | BDT   | WUE   | PROM    |
| --- | ------------------------ | - | - | - | --- | --- | --- | -- | ------------------------------- | ----- | ----- | ----- | ----- | ------- |
| 1   | AEK Atene                | 6 | 5 | 1 | 493 | 449 | +44 | 11 | Qualificate ai quarti di finale |       | —     | 93–86 | 84–77 | 97–76   |
| 2   | Derthona Basket          | 6 | 4 | 2 | 507 | 466 | +41 | 10 | Qualificate ai quarti di finale |       | 83–82 | —     | 80–74 | 97–77   |
| 3   | Würzburg Baskets         | 6 | 2 | 4 | 496 | 516 | −20 | 8  |                                 |       | 71–77 | 80–79 | —     | 115–119 |
| 4   | Promitheas Patrasso B.C. | 6 | 1 | 5 | 465 | 530 | −65 | 7  |                                 | 56–60 | 60–82 | 77–79 | —     |         |

### Gruppo J
| Pos | Squadra          | G | V | P | PF  | PS  | DP  | Pt | Qualificazione                  |        | UNI   | GAL   | VIL   | MAN    |
| --- | ---------------- | - | - | - | --- | --- | --- | -- | ------------------------------- | ------ | ----- | ----- | ----- | ------ |
| 1   | Unicaja Málaga   | 6 | 5 | 1 | 550 | 503 | +47 | 11 | Qualificate ai quarti di finale |        | —     | 97–91 | 92–74 | 91–73  |
| 2   | Galatasaray S.K. | 6 | 4 | 2 | 532 | 514 | +18 | 10 | Qualificate ai quarti di finale |        | 86–84 | —     | 89–81 | 104–81 |
| 3   | Rytas Vilnius    | 6 | 2 | 4 | 492 | 502 | −10 | 8  |                                 |        | 82–83 | 86–66 | —     | 98–74  |
| 4   | Manisa           | 6 | 1 | 5 | 508 | 567 | −59 | 7  |                                 | 97–103 | 85–96 | 98–75 | —     |        |

### Gruppo K
| Pos | Squadra                  | G | V | P | PF  | PS  | DP  | Pt | Qualificazione                  |       | LTF   | REG   | BAX   | PTK   |
| --- | ------------------------ | - | - | - | --- | --- | --- | -- | ------------------------------- | ----- | ----- | ----- | ----- | ----- |
| 1   | Club Baloncesto Canarias | 6 | 6 | 0 | 515 | 450 | +65 | 12 | Qualificate ai quarti di finale |       | —     | 91–69 | 81–71 | 90–83 |
| 2   | Pall. Reggiana           | 6 | 3 | 3 | 486 | 498 | −12 | 9  | Qualificate ai quarti di finale |       | 74–84 | —     | 85–70 | 77–70 |
| 3   | Manresa                  | 6 | 2 | 4 | 492 | 516 | −24 | 8  |                                 |       | 73–84 | 96–90 | —     | 96–87 |
| 4   | Petkim Spor Kulübü       | 6 | 1 | 5 | 496 | 525 | −29 | 7  |                                 | 80–85 | 87–91 | 89–86 | —     |       |

### Gruppo L
| Pos | Squadra                | G | V | P | PF  | PS  | DP   | Pt | Qualificazione                  |        | NYM    | NAN    | UCA   | FAL   |
| --- | ---------------------- | - | - | - | --- | --- | ---- | -- | ------------------------------- | ------ | ------ | ------ | ----- | ----- |
| 1   | ČEZ Basketball Nymburk | 6 | 5 | 1 | 549 | 451 | +98  | 11 | Qualificate ai quarti di finale |        | —      | 86–90  | 85–70 | 96–68 |
| 2   | Nanterre 92            | 6 | 4 | 2 | 505 | 512 | −7   | 10 | Qualificate ai quarti di finale |        | 77–100 | —      | 76–71 | 83–71 |
| 3   | Murcia                 | 6 | 3 | 3 | 485 | 474 | +11  | 9  |                                 |        | 60–76  | 95–84  | —     | 85–63 |
| 4   | Falco Szombathely      | 6 | 0 | 6 | 467 | 569 | −102 | 6  |                                 | 86–106 | 89–95  | 90–104 | —     |       |

## Play-offs
|  | Quarti di finale  | Quarti di finale  | Quarti di finale  | Quarti di finale | Quarti di finale |  |  | Semifinali        | Semifinali        | Semifinali |        |    | Finale            | Finale            | Finale          |  |
|  |                   |                   |                   |                  |                  |  |  |                   |                   |            |        |    |                   |                   |                 |  |
|  | Nymburk           | Nymburk           | Nymburk           | 80               | 74               |  |  |                   |                   |            |        |    |                   |                   |                 |  |
|  | Galatasaray       | Galatasaray       | Galatasaray       | 106              | 90               |  |  | Galatasaray       | Galatasaray       | 90         |        |    |                   |                   |                 |  |
|  | Canarias Tenerife | Canarias Tenerife | Canarias Tenerife | 93               | 77               |  |  | Canarias Tenerife | Canarias Tenerife | 80         |        |    |                   |                   |                 |  |
|  | Derthona Basket   | Derthona Basket   | Derthona Basket   | 89               | 64               |  |  |                   |                   |            |        |    | Galatasaray       | Galatasaray       | 67              |  |
|  | AEK Atene         | AEK Atene         | 76                | 70               | 104              |  |  |                   |                   | Málaga     | Málaga | 83 |                   |                   |                 |  |
|  | Nanterre 92       | Nanterre 92       | 69                | 82               | 69               |  |  | AEK Atene         | AEK Atene         | 65         |        |    |                   |                   |                 |  |
|  | Málaga            | Málaga            | Málaga            | 105              | 82               |  |  | Málaga            | Málaga            | 71         |        |    |                   |                   |                 |  |
|  | Pall. Reggiana    | Pall. Reggiana    | Pall. Reggiana    | 68               | 72               |  |  |                   |                   |            |        |    | Finale 3º posto   | Finale 3º posto   | Finale 3º posto |  |
|  |                   |                   |                   |                  |                  |  |  |                   |                   |            |        |    |                   |                   |                 |  |
|  |                   |                   |                   |                  |                  |  |  |                   |                   |            |        |    | Canarias Tenerife | Canarias Tenerife | 73              |  |
|  |                   |                   |                   |                  |                  |  |  |                   |                   |            |        |    | AEK Atene         | AEK Atene         | 77              |  |

### Finali

#### Finale 3º/4º posto
| Arbitri: | Yohan Rosso Mārtiņš Kozlovskis Gatis Saliņš |

|                |            |               |
| Krämer 15      | Punti      | 20 Tucker     |
| Huertas 3      | Assist     | 4 Gray        |
| Shermadini 13  | Rimbalzi   | 7 Golden      |
| Txus Vidorreta | Allenatori | Dragan Šakota |

| Quintetto titolare | Quintetto titolare | Quintetto titolare    | Pt   | Rim  | Ass  |
| ------------------ | ------------------ | --------------------- | ---- | ---- | ---- |
| G                  | 1                  | David Krämer          | 15   | 3    | 1    |
| P                  | 9                  | Marcelinho Huertas    | 10   | 1    | 3    |
| AP                 | 11                 | Thomas Scrubb         | 6    | 3    | 0    |
| C                  | 19                 | Giorgi Shermadini     | 5    | 13   | 2    |
| AG                 | 21                 | Tim Abromaitis        | 3    | 8    | 0    |
| Panchina:          |                    |                       |      |      |      |
| C                  | 2                  | Konstantin Kostadinov | 3    | 2    | 0    |
| G                  | 3                  | Jaime Fernández       | 14   | 2    | 2    |
| AP                 | 7                  | Henri Drell           | 6    | 4    | 0    |
| P                  | 13                 | Lluís Costa           | 4    | 0    | 2    |
| AP                 | 15                 | Joan Sastre           | n.e. | n.e. | n.e. |
| C                  | 16                 | Ibou Badji            | 2    | 1    | 0    |
| AG                 | 42                 | Aaron Doornekamp      | 5    | 3    | 0    |
| Allenatore:        |                    |                       |      |      |      |
| Txus Vidorreta     |                    |                       |      |      |      |

| La Laguna Tenerife |  | AEK Betsson BC |

| Tenerife      | Statistiche        | AEK Atene     |
| ------------- | ------------------ | ------------- |
|               | Statistiche        |               |
| 12/35 (34.3%) | Tiro da 2          | 18/34 (52.9%) |
| 8/32 (25.0%)  | Tiro da 3          | 7/21 (33.3%)  |
| 25/31 (80.7%) | Tiri liberi        | 20/25 (80.0%) |
| 20            | Rimbalzi offensivi | 9             |
| 23            | Rimbalzi difensivi | 28            |
| 43            | Rimbalzi totali    | 37            |
| 10            | Assist             | 19            |
| 13            | Palle perse        | 16            |
| 9             | Palle rubate       | 6             |
| 3             | Stoppate           | 3             |
| 22            | Falli              | 27            |

| Quintetto titolare | Quintetto titolare | Quintetto titolare   | Pt | Rim | Ass |
| ------------------ | ------------------ | -------------------- | -- | --- | --- |
| AG                 | 0                  | RaiQuan Gray         | 11 | 6   | 4   |
| P                  | 3                  | Prentiss Hubb        | 6  | 2   | 3   |
| AP                 | 8                  | C.J. Bryce           | 8  | 5   | 2   |
| G                  | 21                 | Omīros Netzīpoglou   | 2  | 0   | 0   |
| C                  | 33                 | Grant Golden         | 9  | 7   | 3   |
| Panchina:          |                    |                      |    |     |     |
| C                  | 1                  | Gaios Skordilīs      | 0  | 2   | 0   |
| P                  | 4                  | Zōīs Karampelas      | 0  | 1   | 1   |
| P                  | 7                  | Dīmītrīs Fliōnīs     | 3  | 0   | 0   |
| AG                 | 19                 | Mindaugas Kuzminskas | 0  | 0   | 1   |
| C                  | 24                 | Iōannīs Kouzeloglou  | 2  | 2   | 0   |
| G                  | 59                 | Rayjon Tucker        | 20 | 4   | 3   |
| GA                 | 77                 | Hunter Hale          | 16 | 2   | 2   |
| Allenatore:        |                    |                      |    |     |     |
| Dragan Šakota      |                    |                      |    |     |     |

#### Finale
| Arbitri: | Wojciech Liszka Boris Krejić Julio Anaya |

|                |            |              |
| Cummings 14    | Punti      | 14 Carter    |
| Palmer 4       | Assist     | 5 Carter     |
| Izundu 11      | Rimbalzi   | 11 Pérez     |
| Yakup Sekizkök | Allenatori | Ibon Navarro |

| Quintetto titolare | Quintetto titolare | Quintetto titolare | Pt   | Rim  | Ass  |
| ------------------ | ------------------ | ------------------ | ---- | ---- | ---- |
| AG                 | 2                  | Mike Young         | 3    | 2    | 1    |
| P                  | 7                  | Will Cummings      | 14   | 4    | 2    |
| AP                 | 12                 | James Palmer       | 11   | 4    | 4    |
| G                  | 19                 | Buğrahan Tuncer    | 2    | 0    | 2    |
| C                  | 31                 | Ángel Delgado      | 3    | 6    | 1    |
| Panchina:          |                    |                    |      |      |      |
| PG                 | 3                  | Tyrone Wallace     | 14   | 3    | 2    |
| AG                 | 6                  | Sadık Emir Kabaca  | 0    | 0    | 0    |
| AG                 | 8                  | Roberts Blumbergs  | 12   | 2    | 0    |
| AG                 | 9                  | Samet Geyik        | n.e. | n.e. | n.e. |
| C                  | 15                 | Ebuka Izundu       | 6    | 11   | 1    |
| G                  | 24                 | Yaman Alişan       | 0    | 0    | 0    |
| G                  | 61                 | Göksenin Köksal    | 2    | 0    | 0    |
| Allenatore:        |                    |                    |      |      |      |
| Yakup Sekizkök     |                    |                    |      |      |      |

| Galatasaray |  | Unicaja Malaga |

| Galatasaray   | Statistiche        | Malaga        |
| ------------- | ------------------ | ------------- |
|               | Statistiche        |               |
| 12/32 (37.5%) | Tiro da 2          | 24/47 (51.1%) |
| 9/23 (39.1%)  | Tiro da 3          | 7/23 (30.4%)  |
| 16/26 (61.5%) | Tiri liberi        | 14/22 (63.6%) |
| 9             | Rimbalzi offensivi | 14            |
| 30            | Rimbalzi difensivi | 28            |
| 39            | Rimbalzi totali    | 42            |
| 13            | Assist             | 18            |
| 14            | Palle perse        | 7             |
| 3             | Palle rubate       | 8             |
| 1             | Stoppate           | 2             |
| 23            | Falli              | 24            |

| Quintetto titolare | Quintetto titolare | Quintetto titolare     | Pt | Rim | Ass |
| ------------------ | ------------------ | ---------------------- | -- | --- | --- |
| AG                 | 0                  | Tyson Pérez            | 13 | 11  | 0   |
| AP                 | 6                  | Kameron Taylor         | 6  | 3   | 4   |
| G                  | 11                 | Tyson Carter           | 14 | 3   | 5   |
| C                  | 45                 | David Kravish          | 7  | 1   | 1   |
| P                  | 55                 | Kendrick Perry         | 13 | 4   | 3   |
| Panchina:          |                    |                        |    |     |     |
| AG                 | 1                  | Dylan Osetkowski       | 9  | 5   | 0   |
| C                  | 2                  | Aleksander Balcerowski | 1  | 0   | 0   |
| AP                 | 3                  | Melvin Ejim            | 2  | 2   | 1   |
| G                  | 4                  | Tyler Kalinoski        | 11 | 2   | 1   |
| AP                 | 7                  | Jonathan Barreiro      | 0  | 2   | 0   |
| P                  | 9                  | Alberto Díaz           | 0  | 1   | 1   |
| C                  | 77                 | Yankuba Sima           | 7  | 6   | 2   |
| Allenatore:        |                    |                        |    |     |     |
| Ibon Navarro       |                    |                        |    |     |     |

## Premi

### Quintetti ideali
- Basketball Champions League Star Lineup:
  -  Marcelinho Huertas (  Canarias Tenerife )
  -  Hunter Hale (  AEK Atene )
  -  James Palmer (  Galatasaray )
  -  Dylan Osetkowski (  Málaga )
  -  Ismaël Kamagate (  Derthona Basket )
- Basketball Champions League Second Best Team:
  -  Kendrick Perry (  Málaga )
  -  Will Cummings (  Galatasaray )
  -  Desi Rodriguez (  Nanterre 92 )
  -  Derrick Alston (  Manresa )
  -  Steven Enoch (  Rytas Vilnius )

### Riconoscimenti individuali
- Basketball Champions League MVP:  Marcelinho Huertas,  Canarias Tenerife
- Basketball Champions League Final Four MVP:  Tyson Carter,  Málaga
- Basketball Champions League Best Defensive Player:  Alberto Díaz,  Málaga
- Basketball Champions League Best Young Player:  Nolan Traoré,  Saint-Quentin
- Basketball Champions League Best Coach:  Txus Vidorreta,  Canarias Tenerife